# Policejní zásah na Staroměstském náměstí 18. října 2020
18. října 2020 došlo k vážným střetům mezi demonstranty a policií na Staroměstském náměstí v Praze. Došlo k lehkým zraněním zhruba 20 policistů a neznámému počtu zranění demonstrantů, z nichž někteří utrpěli středně těžká zranění. Bylo zadrženo 144 osob, 14 z nich je podezřelých z trestné činnosti výtržnictví a násilí proti úřední osobě. Došlo i ke škodám na majetku, ty nebyly vyčísleny. 
O den dříve došlo k podobné události na Slovensku.

## Události

### Před zahájením demonstrace
Na 18. října byla svolána demonstrace proti nařízením souvisejícím s probíhající epidemií nemoci covid-19, jako např. zákaz přítomnosti fanoušků u sportovních utkání nebo uzavření hospod a restaurací. Na akci dohlíželo téměř 1000 policistů z pořádkové, kriminální a dopravní služby. Ještě před zahájením demonstrace provedli policisté desítky kontrol, při nichž u demonstrujících nalezli pyrotechniku, teleskopické obušky, střelnou zbraň a další podobné předměty. Došlo kvůli tomu k zajištění téměř 50 osob.

### Po zahájení demonstrace
K zahájení akce došlo kolem 14:05. Zúčastnilo se jí přibližně 2000 lidí, čímž došlo k porušení epidemiologických nařízení (dle nařízení smělo být na hromadných akcích maximálně 500 lidí). Lidé nedodrželi opatření, které nařizovalo rozestup 2 metrů. Rovněž jen zlomek demonstrujících měl zakrytá ústa (rouškou či jiným prostředkem). Demonstrace byla ukončena kolem 15:20.
Někteří demonstranti po ukončení akce začali odpalovat pyrotechniku. Policie v reakci zablokovala některé východy ze Staroměstského náměstí, konkrétně ulice Pařížskou a Kaprovu. Kolem 15:30 začaly boje mezi policií a demonstranty. Policie začala postupovat směrem ke středu náměstí, přičemž zatkla několik osob. Lidé po policistech házeli lahve, kameny a další předměty, kterými policistům způsobili lehká zranění. Podle názoru Viktora Ujčíka, který byl na demonstraci přítomen, byly některé násilnosti vyprovokovány policisty v civilu, kteří se pohybovali v davu demonstrujících. Následně byl do akce povolán vůz s vodním dělem a jízdní policie, a došlo k dalším zatýkáním a zraněním osob. K ukončení bojů došlo kolem 16:15.